# Santiago Santamaría
Santiago Santamaría (22. srpna 1952, San Nicolás de los Arroyos – 27. června 2013, Córdoba) byl argentinský fotbalista, útočník. Zemřel 27. června 2013 ve věku 60 let na infarkt myokardu.

## Klubová kariéra
Hrál za argentinský klub CA Newell's Old Boys, se kterým vyhrál v roce 1974 jednu z dvojice argentinských nejvyšších soutěží - Metropolitano. V zahraničí působil ve francouzském klubu Stade de Reims.

## Ligová bilance
| Ročník          | Zápasy | Góly | Klub           |
| --------------- | ------ | ---- | -------------- |
| Ligue 1 1974/75 | 26     | 10   | Stade de Reims |
| Ligue 1 1975/76 | 31     | 8    | Stade de Reims |
| Ligue 1 1976/77 | 33     | 6    | Stade de Reims |
| Ligue 1 1977/78 | 32     | 12   | Stade de Reims |
| Ligue 1 1978/79 | 26     | 5    | Stade de Reims |
| CELKEM Ligue 1  | 148    | 41   |                |

## Reprezentační kariéra
Za reprezentaci Argentiny nastoupil v letech 1980–1982 v 10 utkáních a dal 2 góly, byl členem argentinské reprezentace na Mistrovství světa ve fotbale 1982, kde nastoupil v utkáních proti Salvadoru a Brazílii.